# Station Monsempron-Libos
Station Monsempron-Libos is een spoorwegstation in de Franse gemeente Monsempron-Libos.